# Jael Freixanet Viejo
Jael Freixanet Viejo (Manresa, Bages, 26 d’abril de 1988) és una exjugadora de bàsquet catalana.
Es formà al Club Bàsquet i Unió Manresana i el 2002 s'incorporà a l'equip formatiu del Segle XXI. Posteriorment jugà al Club Bàsquet Olesa, amb el qual guanyà dues Lligues catalanes, i debutà a la Lliga femenina amb el Mann Filter Zaragoza la temporada 2007-08. També jugà al Cadí la Seu, el Perfumerias Avenida, aconseguint la Supercopa Europea i d'Espanya la temporada 2011-12, i l'Spar Citylift Girona, amb el qual es proclamà campiona de la Lliga femenina la temporada 2014-15. Al final d'aquesta temporada. deixà la competició a nivell professional per continuar els seus estudis universitaris a l'estranger. Internacional amb la selecció espanyola en categories inferiors, es proclamà campiona d'Europa en categoria cadet (2004), júnior (2006) i sub-20 (2007).

## Palmarès
- 1 Supercopa d'Europa de bàsquet femenina: 2011-12
- 1 Lliga espanyola de bàsquet femenina: 2014-15
- 2 Lligues catalanes de bàsquet femenina: 2008-09, 2009-10
- 1 Supercopa espanyola de bàsquet femenina: 2011-12